# 蒂芬尼·勒迈特
蒂芬尼·勒迈特（法語：Tiphanie Lemaître，2000年5月17日—），原姓菲凯（法語：Fiquet），法国女子网球运动员。
她于2020年至2022年期间为密西西比大学网球队效力。2022年至2023年期间，她转会到德克萨斯基督教大学网球队参加大学网球比赛。
勒迈特在2025年鲁昂网球公开赛的双打赛事中首次亮相WTA巡回赛正赛，搭档是马尔戈·鲁弗鲁瓦，她们在首轮负于杰奎琳·克里斯蒂安和安杰莉卡·莫拉泰利。